# خوسيه أنطونيو كويريجيتا
خوسيه أنطونيو كويريجيتا (بالإسبانية: José Antonio Querejeta)‏ مواليد 19 مارس 1957 في لاثكانو، غيبوثكوا، إسبانيا، هو لاعب كرة سلة إسباني سابق بدأ مسيرته الاحترافية في سنة 1974 لعب مع فريق ساسكي باسكونيا. يبلغ طوله 6 قدم 6.6 بوصة (2.0 م). اعتزل اللعب في 1987.

## فرق لعب لها
- ساسكي باسكونيا
- ريال مدريد بالونكيستو
- جوفينتوت بادالونا

## روابط خارجية
- خوسيه أنطونيو كويريجيتا على موقع الدوري الإسباني لكرة السلة (الإسبانية)
- خوسيه أنطونيو كويريجيتا على موقع سبورتس رفرنس (الإنجليزية)